# ناهنجاری بی‌نظمی خلقی آشفته
ناهنجاری بی‌نظمی خلقی آشفته (به انگلیسی: Disruptive mood dysregulation disorder) یک بیماری روانی در کودکان و نوجوانان است که با خلق و خوی مداوم تحریک‌پذیر یا عصبانیت و طغیان‌های مکرر خلق و خوی نامتناسب با موقعیت و به‌طور قابل توجهی شدیدتر از واکنش معمولی همسالان مشخص می‌شود. ناهنجاری بی‌نظمی خلقی آشفته به عنوان یک نوع تشخیص اختلال افسردگی برای جوانان به DSM-5 اضافه شد. علائم ناهنجاری بی‌نظمی خلقی آشفته به علائم اختلال بیش‌فعالی کمبود توجه (ADHD)، اختلال نافرمانی مقابله‌جویانه (ODD)، اختلال اضطراب و اختلال دوقطبی دوران کودکی شباهت دارد.